# Jacob Conde
Jacob Conde (Hartford, 13 ottobre 1992) è un ex calciatore statunitense naturalizzato portoricano, di ruolo difensore.

## Carriera

### Club
Ha giocato nella settima divisione spagnola con il Marbella United.

### Nazionale
Tra il 2016 e il 2019, ha giocato 7 partite con la nazionale portoricana.

## Statistiche

### Cronologia presenze e reti in nazionale
| Cronologia completa delle presenze e delle reti in nazionale ― Porto Rico | Cronologia completa delle presenze e delle reti in nazionale ― Porto Rico | Cronologia completa delle presenze e delle reti in nazionale ― Porto Rico | Cronologia completa delle presenze e delle reti in nazionale ― Porto Rico | Cronologia completa delle presenze e delle reti in nazionale ― Porto Rico | Cronologia completa delle presenze e delle reti in nazionale ― Porto Rico | Cronologia completa delle presenze e delle reti in nazionale ― Porto Rico | Cronologia completa delle presenze e delle reti in nazionale ― Porto Rico |
| Data                                                                      | Città                                                                     | In casa                                                                   | Risultato                                                                 | Ospiti                                                                    | Competizione                                                              | Reti                                                                      | Note                                                                      |
| ------------------------------------------------------------------------- | ------------------------------------------------------------------------- | ------------------------------------------------------------------------- | ------------------------------------------------------------------------- | ------------------------------------------------------------------------- | ------------------------------------------------------------------------- | ------------------------------------------------------------------------- | ------------------------------------------------------------------------- |
| 28-8-2016                                                                 | San Cristóbal                                                             | Rep. Dominicana                                                           | 5 – 0                                                                     | Porto Rico                                                                | Amichevole                                                                | -                                                                         |                                                                           |
| 30-8-2016                                                                 | Bayamón                                                                   | Porto Rico                                                                | 0 – 1                                                                     | Rep. Dominicana                                                           | Amichevole                                                                | -                                                                         | 63’                                                                       |
| 3-9-2016                                                                  | Mumbai                                                                    | India                                                                     | 4 – 1                                                                     | Porto Rico                                                                | Amichevole                                                                | -                                                                         | 78’                                                                       |
| 5-9-2019                                                                  | Tegucigalpa                                                               | Honduras                                                                  | 4 – 0                                                                     | Porto Rico                                                                | Amichevole                                                                | -                                                                         | 64’                                                                       |
| 10-9-2019                                                                 | Mayagüez                                                                  | Porto Rico                                                                | 0 – 5                                                                     | Guatemala                                                                 | CONCACAF Nations League 2019-2020 - Fase a gironi                         | -                                                                         | 53’                                                                       |
| 16-11-2019                                                                | Città del Guatemala                                                       | Guatemala                                                                 | 5 – 0                                                                     | Porto Rico                                                                | CONCACAF Nations League 2019-2020 - Fase a gironi                         | -                                                                         | 77’                                                                       |
| 19-11-2019                                                                | Bayamón                                                                   | Porto Rico                                                                | 3 – 0                                                                     | Anguilla                                                                  | CONCACAF Nations League 2019-2020 - Fase a gironi                         | -                                                                         |                                                                           |
| Totale                                                                    |                                                                           | Presenze                                                                  | 7                                                                         |                                                                           | Reti                                                                      | 0                                                                         |                                                                           |